# Selecció de futbol de Macau
La Selecció de futbol de Macau (xinès: 澳門足球代表隊; portuguès: Selecção Macaense de Futebol) representa Macau en competicions internacionals de futbol, sota la supervisió de l'Associació de Futbol de Macau (xinès: 澳門足球總會; Portuguès: Associação de Futebol de Macau).
La selecció de Macau ocupa una de les posicions més baixes a la classificació de la FIFA. Tot i que normalment se l'anomena simplement com a Macau, la Federació de Futbol de l'Àsia Oriental s'hi refereix com a Macau, Xina.
L'equip havia estat representant Macau en competicions internacionals de futbol abans de 1999 quan Macau era una colònia portuguesa. Actualment continua representant Macau encara que aquest territori formi part de la República Popular de la Xina com una regió administrativa especial des de 1999. Aquest equip és independent de la selecció de futbol de la Xina, ja que la Llei Bàsica de Macau i el principi d'"un país, dos sistemes" permet Macau mantenir les seves seleccions esportives pròpies en competicions esportives internacionals. A Macau, la selecció es coneix coloquialment com l'"equip de Macau" (xinès: 澳門隊), mentre que la selecció de la Xina es coneix com a la "selecció nacional" (xinès: 國家隊).

## Resultats a la Copa del Món
- 1930 a 1978 - No hi participà
- 1982 a 1986 - No es classificà
- 1990 - No hi participà
- 1994 a 2010 - No es classificà

## Resultats a la Copa d'Àsia
- 1956 a 1976 - No hi participà
- 1980 - No es classificà
- 1984 a 1988 - No hi participà
- 1992 a 2004 - No es classificà
- 2007 - No hi participà
- 2011 - No es classificà

## Resultats al Campionat de l'Àsia Oriental
- 2003 - No es classificà (3a posició a la fase prèvia)
- 2005 - No hi participà
- 2008 - No es classificà (4a posició a la fase prèvia)
- 2010 - No es classificà (3a posició a la fase prèvia)

## Resultats a l'AFC Challenge Cup
- 6006 - Primera fase
- 2008 a 2012 - No es classificà